# Loch Garten Osprey Centre

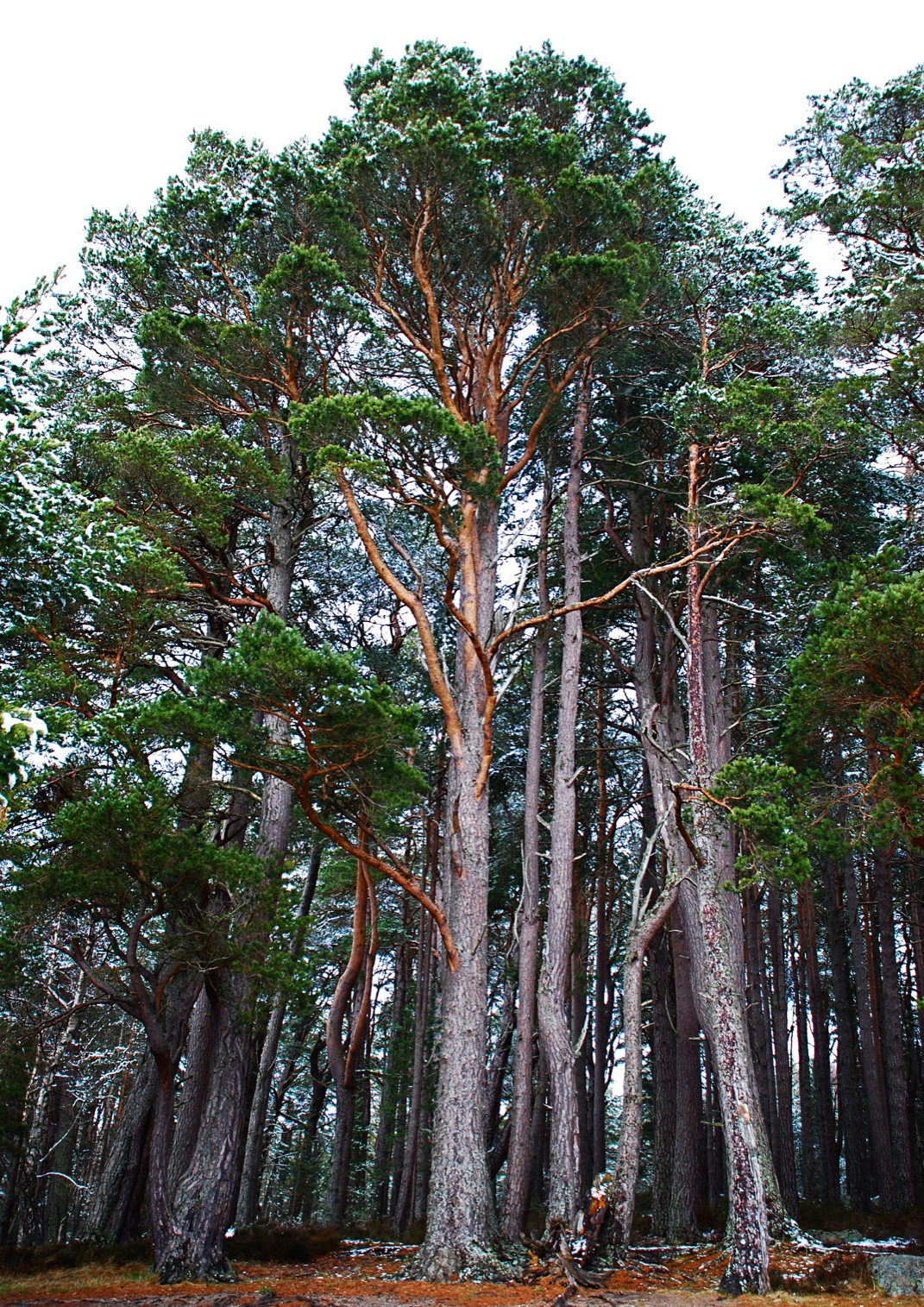
Pino albar con una ligera capa de nieve, en Loch Garten, Nethybridge, Escocia, fotografía tomada en, a 240

El Loch Garten Osprey Centre ("Centro de águilas pescadoras de Loch Garten") es un centro para la observacion de aves en la localidad escocesa de Boat of Garten (Badenoch and Strathspey en el council area de Highland en Escocia, Reino Unido). 
Se encuentra en el bosque de Abernethy, una reserva natural a cargo de la RSPB en el Parque nacional Cairngorms. El centro es famoso por sus águilas pescadoras. Durante la época de nidificación, hay enlaces de video al nido.
Hay igualmente un lek de urogallos.
En este bosque de pino albar hay también ejemplares de herrerillo capuchino, piquituerto escocés y ardilla roja.